# Thái Thị Thảo
Thái Thị Thảo (sinh ngày 12 tháng 2 năm 1995) là một cầu thủ bóng đá nữ người Việt Nam chơi ở vị trí tiền vệ cho câu lạc bộ bóng đá Hà Nội I và Đội tuyển quốc gia Việt Nam. Cô cũng từng là thành viên Đội tuyển Futsal nữ Việt Nam tại SEA Games 2017.
Sau chiến tích cùng đội tuyển quốc gia lọt vào vòng chung kết Giải vô địch bóng đá nữ thế giới 2023, Thảo được Chủ tịch nước Việt Nam Nguyễn Xuân Phúc tặng huân chương Lao động hạng ba.